# Agnibesa brevibasis
Agnibesa brevibasis är en fjärilsart som beskrevs av Louis Beethoven Prout 1938. Agnibesa brevibasis ingår i släktet Agnibesa och familjen mätare. Inga underarter finns listade i Catalogue of Life.